# Svend Pedersen
Svend Ove Pedersen, född 31 oktober 1920 i Frederiksværk, död 3 augusti 2009, var en dansk roddare.
Pedersen blev olympisk bronsmedaljör i tvåa med styrman vid sommarspelen 1952 i Helsingfors.